# 00-skala
00-skalan är i Storbritannien den mest populära skalan inom modellbygge, och då särskilt beträffande modelljärnvägar. Skalan kallas även 4 millimeterskala (4 mm scale) och är en av många millimeterskalor. Det vill säga i 00-skalans fall det antal gånger 4 mm går i en brittisk fot (304.8 mm), vilket ger förhållandet 1:76,2. 
Modelltåg i 00 ("noll-noll eller dubbelnollan"), använder samma spårvidd, 16,5 mm, som den i Sverige vanliga H0, (hå-noll). 00-skalans modelljärnväg, borde för att vara skalenlig, ha en vidare spårvidd.
Många modeller av brittiska ånglok tillverkas endast i denna skala. Riktiga små ånglok, "Live steam", som drivs med ånga likt sina förebilder, tillverkas också i denna skala bland annat av Hornby.
Tillverkaren Hornby har bland annat en stor serie lok, vagnar och byggnader närmast identiska med de i böckerna och filmerna om Thomas och vännerna (Thomas The Tank Engine), samt även en komplett serie lok och vagnar från Harry Potter-världens "Hogwartsexpressen", inklusive en modell av Perrong 9¾.

## Tillverkare
- Bachmann Branchline - En av de största tillverkarna av färdiga lok, vagnar räls i 00
- Dapol - Producerar byggsatser och vagnar
- Heljan  - Tillverkar ett litet antal lok och vagnar
- Hornby Railways - En av de  största tillverkarna inom 00
- Lima - Tillverkade tidigare budgetvarianter, uppköpt av Hornby
- Peco - Producerar ett stort utbud av räls och växlar
- Bassett-Lowke - Tillverkar ångloksmodeller av hög klass

## Bilder

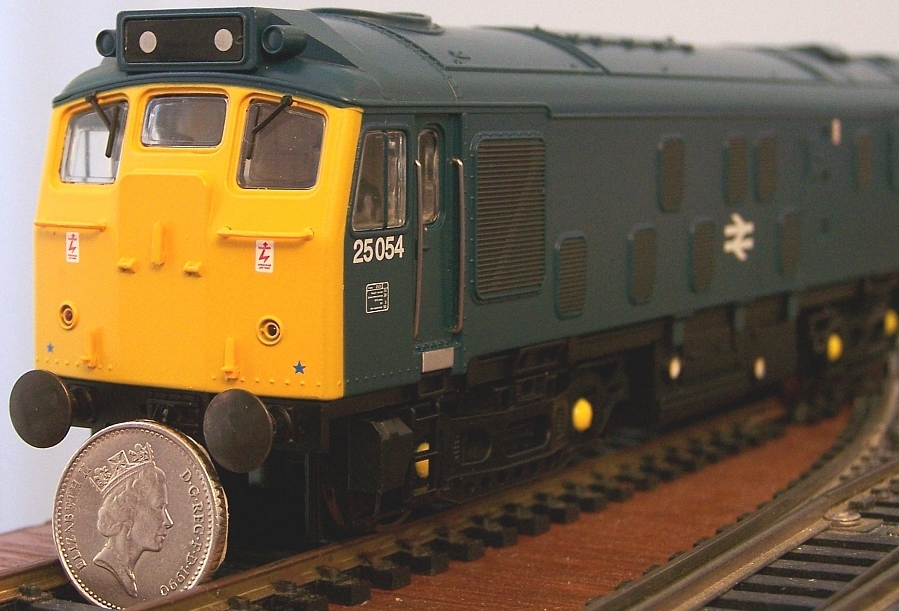
00-skalemodell av en British Rail Class 25 visad med ett 18 millimeters mynt
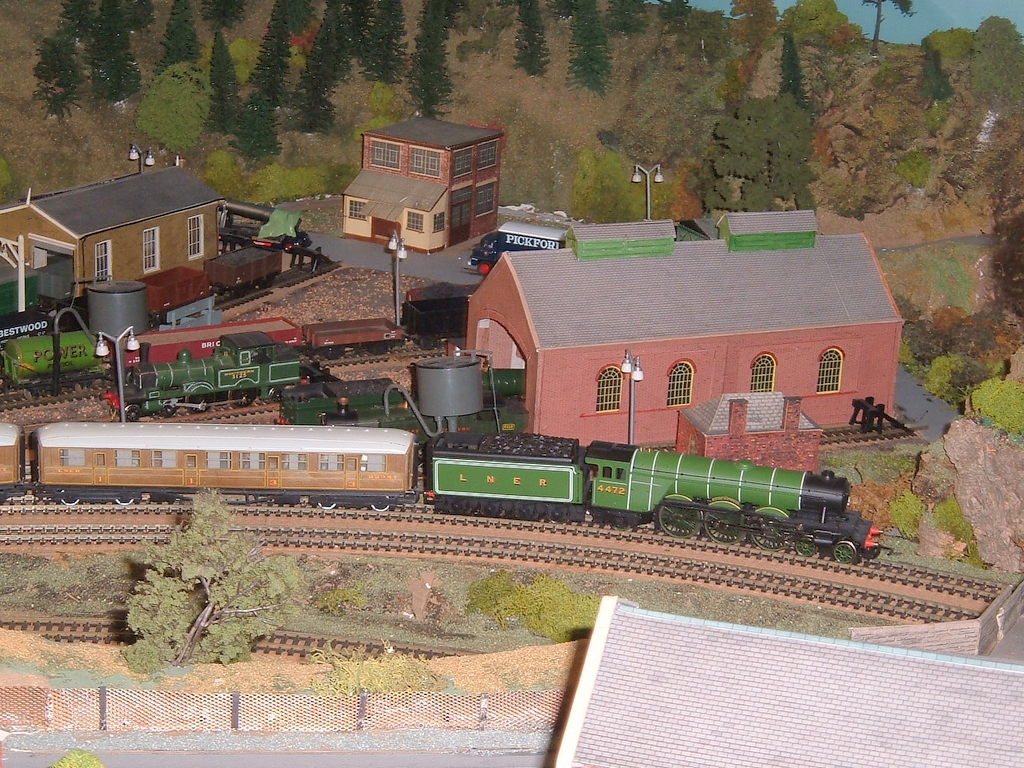
Flying Scotsman (Brighton Toy and Model Museum)
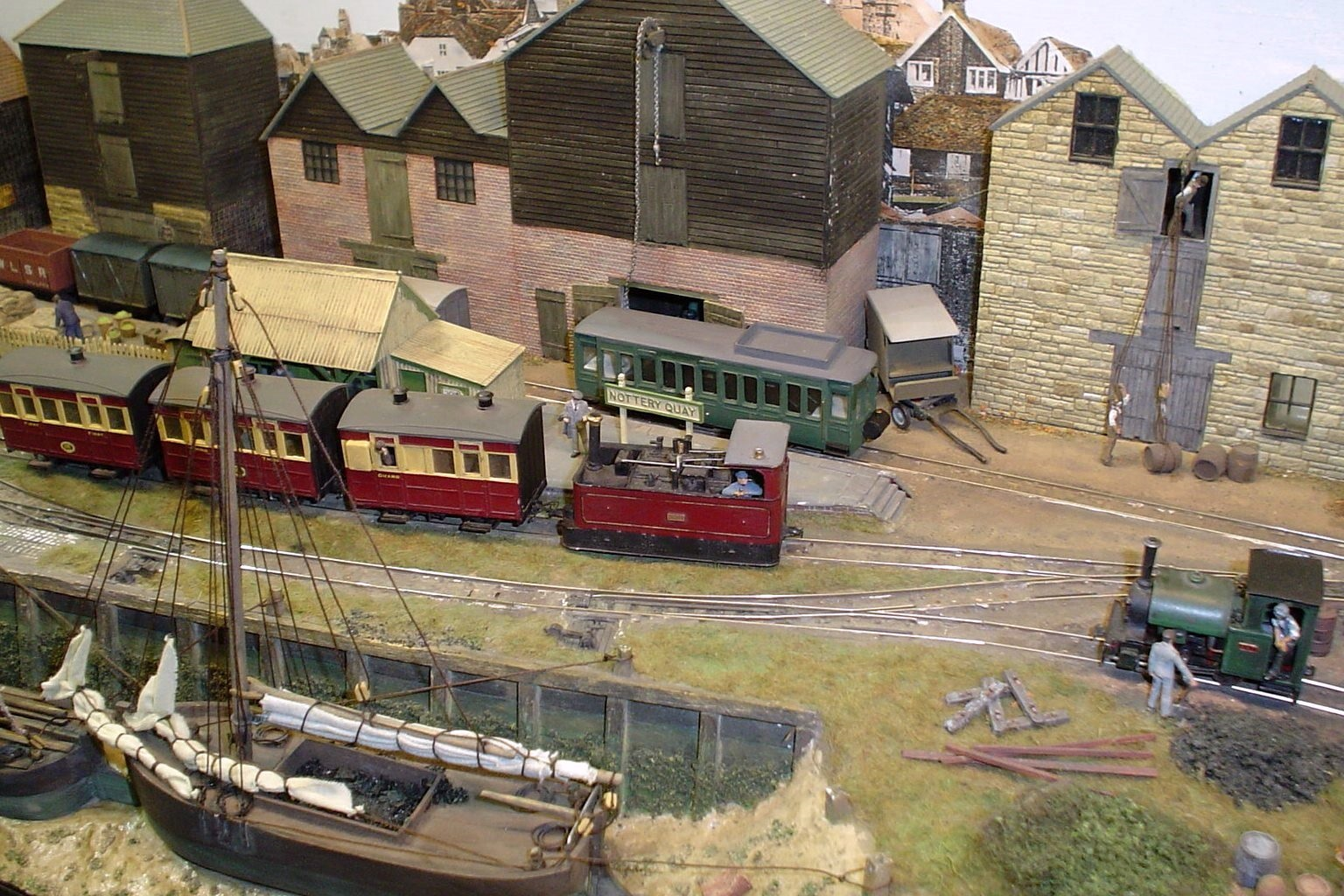
Modelljärnväg i skala 00